# Japan Post Holdings
Japan Post Holdings Co., Ltd. (яп. 日本郵政株式会社, Nippon Yū-sei Кабусікі-ґайся) (日本郵政株式会社, Nippon Yū-sei kabushiki gaisha) - японський публічно-торгований конгломерат з головним офісом в Касумігасекі, Чийода, Токіо. Компанія займається переважно поштовим та логістичним бізнесом, бізнесом фінансового вікна, банківським бізнесом та страхуванням життя. Компанія пропонує послуги з перевезення листів і товарів, продажу марок, депозитів, кредитів і страхових продуктів.
4 листопада 2015 року Japan Post Holding (TYO: 6178
) було зареєстровано на Токійській фондовій біржі в рамках «потрійного IPO» ( первинне публічне розміщення акцій), з пропозицією акцій Японського поштового банку (TYO: 7182
) і Japan Post Insurance (TYO: 7181
 ). Було запропоновано близько 10% акцій кожної компанії.  У жовтні 2021 року уряд Японії відмовився від мажоритарної участі в компанії, зберігши при цьому більшу частину акцій.
Japan Post Holdings також входить до складу індексів Nikkei 225 і TOPIX Large70.

## Історія
Компанію було засновано 23 січня 2006 року, але лише в жовтні 2007 року вона взяла на себе функції Japan Post.
Існували плани щодо повної приватизації компанії, але вони були відкладені. Станом на 2013 рік вона посідала тринадцяте місце у списку найбільших компаній світу за версією Fortune Global 500.
25 квітня 2017 року Japan Post Holdings заявила,  що її перший повний фінансовий рік як компанії, що котирується на біржі, завершиться зі збитками в 40 млрд єн ($360 млн), що пов'язано зі збитками від Toll Group, яку вона суперечливо придбала в 2015 році.
У вересні 2017 року уряд Японії оголосив про продаж акцій Japan Post Holdings Co. Ltd. на суму 12 мільярдів доларів. Це був перший продаж після IPO 2015 року поштової компанії та її двох підрозділів, Japan Post Bank Co. Ltd. та Japan Post Insurance Co. Ltd.. Цей продаж також приніс 12 мільярдів доларів, які були використані на ремонт і реконструкцію місць, зруйнованих землетрусом і цунамі в 2011 році.
У грудні 2019 року керівники Japan Post Holdings оголосили, що підуть у відставку через неналежний продаж страхових полісів, після того як регулятор оголосив про адміністративні покарання проти компаній. Компанія повідомила, що Хіройя Масуда, колишній міністр внутрішніх справ і комунікацій, був призначений наступником нинішнього генерального директора Масацугу Нагато.
У березні 2021 року Japan Post Holdings оголосила, що інвестує 150 мільярдів йєн (1,38 мільярда доларів США) та придбає 8 відсотків акцій інтернет-конгломерату Rakuten.

## Вище керівництво
З моменту заснування компанії в 2006 році її очолюють президент і генеральний директор - обидві посади обіймає один і той самий керівник.

### Список президентів і генеральних директорів
1. Йосіфумі Нісікава (2006–2009)
2. Дзіро Сайто (2009–2012)
3. Ацуо Сака (2012–2013)
4. Тайдзо Нісімуро (2013–2016)
5. Масацугу Нагато (2016–2020)
6. Хіройя Масуда (з січня 2020 року)

## Операційні компанії
Група працює через чотири основні підрозділи: 
- Japan Post, яка займається доставкою пошти та керує поштовими відділеннями. До 2012 року цей підрозділ був поділений на Японську поштову службу(Japan Post Service) та Японську поштову мережу(<a href="https://en.wikipedia.org/wiki/Japan_Post_Network" rel="mw:ExtLink" title="Japan Post Network" class="cx-link" data-linkid="214">Japan Post Network</a>) .
- Поштовий банк Японії, який займається банківськими функціями.
- Japan Post Insurance, яка займається страхування життя.
- Toll Group, яка займається транспортуванням та логістикою

## Зовнішні посилання
- Пошта Японії (яп.)
- Пошта Японії (англ.)